# 4 aprilie
ianuarie • februarie • martie  • aprilie  • mai  • iunie  • iulie  • august  • septembrie  • octombrie  • noiembrie  • decembrie
4 aprilie este a 94-a zi a calendarului gregorian și ziua a 95-a în anii bisecți. Mai sunt 271 de zile până la sfârșitul anului.

## Evenimente

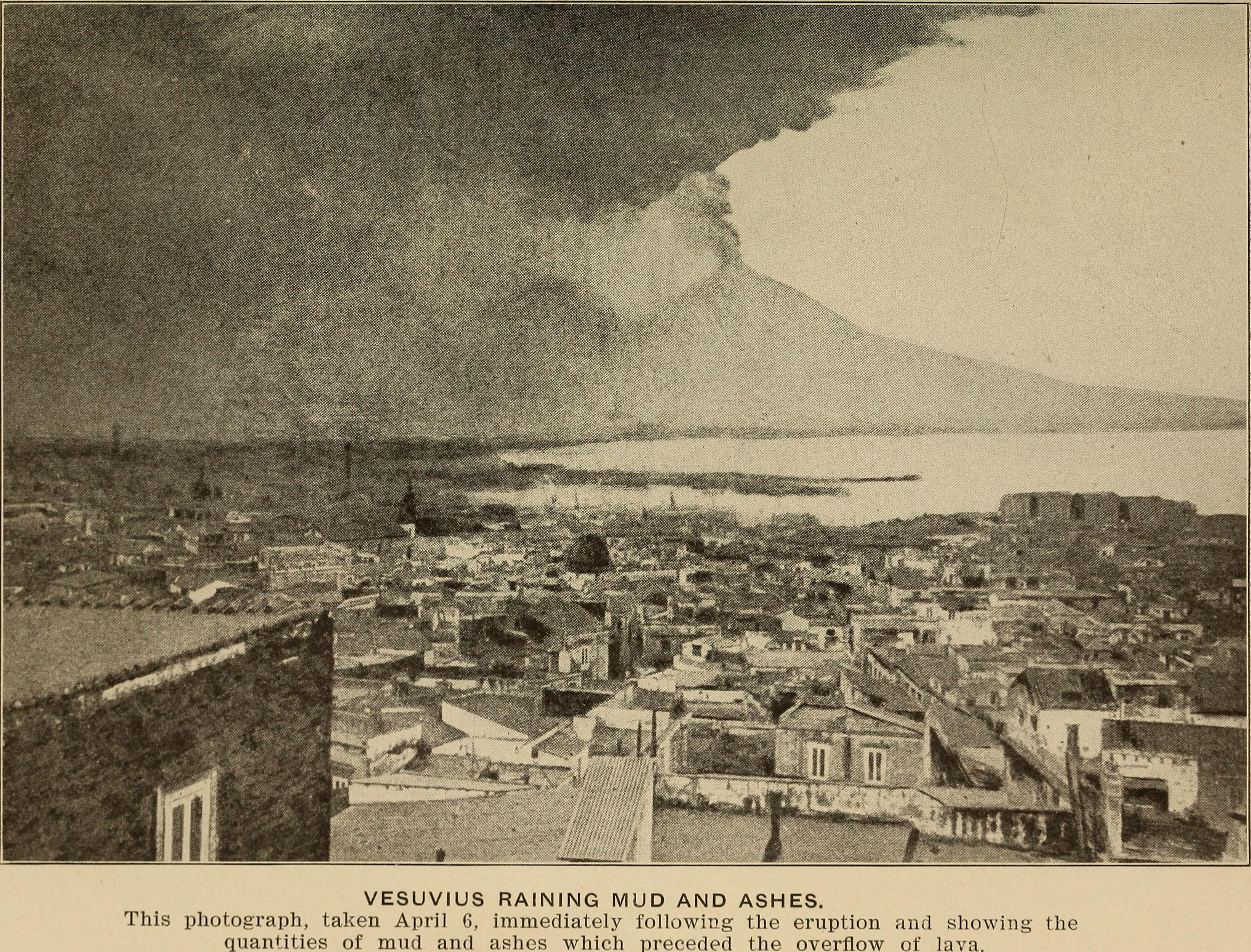
1906: După ce a dat semne de activitate timp de aproape un an, Muntele Vezuviu erupe. Erupția vulcanică, care a durat până pe 22 aprilie și a atins apogeul pe 8 aprilie, este cea mai severă din 1631 și a ucis peste 100 de oameni.

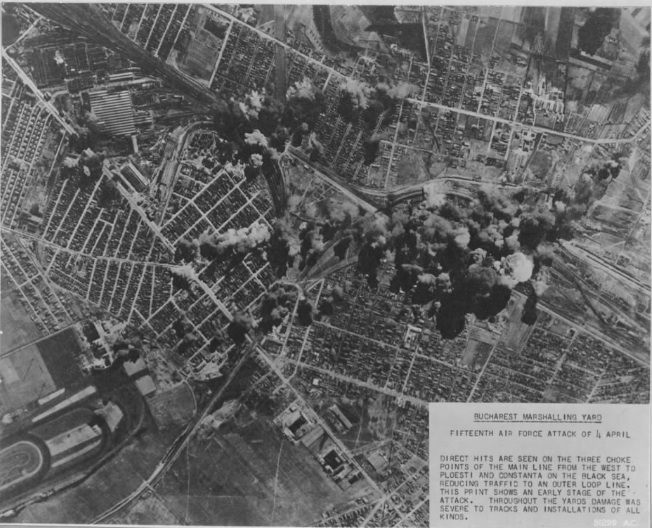
1944: Bombardament masiv al aviației anglo-americane asupra Bucureștiului, soldat cu mari distrugeri materiale și mii de morți.

- 1081: Alexios I Comnenul devine împărat al Bizanțului, luându-i locul lui Nikeforos al III-lea Botaneiates. Începe astfel dinastia Comnenilor, ai cărei reprezentanți vor conduce Imperiul Bizantin mai bine de un secol.
- 1147: Moscova este menționată pentru prima dată în consemnarea istorică, când este numită ca loc de întâlnire pentru doi prinți.[1]
- 1459: Tratat de pace între Ștefan cel Mare, domn al Moldovei (1457–1504) și reprezentantul Poloniei, Andrei Adrowasz. Se prevedea încetarea stării de război între Moldova și Polonia, îndepărtarea lui Petru Aron de la hotarele Moldovei, recunoașterea suzeranității polone de către Ștefan.
- 1460: Ceremonia de deschidere a Universității din Basel, fondată de Papa Pius al II-lea. Este cea mai veche universitate din Elveția.
- 1581: După încheierea călătoriei în jurul lumii, navigatorul englez Francis Drake este înnobilat de regina Elisabeta I a Angliei.
- 1818: Congresul american a decretat arborarea unui steag cu câte o stea pentru fiecare stat al SUA.
- 1841: William Henry Harrison moare de pneumonie și devine primul președinte al Statelor Unite care moare la birou și unul dintre președinții cu cele mai scurte mandate (o lună de zile).
- 1850: Domnitorul Grigore Alexandru Ghica a înființat Corpul Jandarmilor.
- 1905: Un cutremur care a avut loc la Kangra (India) s-a soldat cu moartea a 370.000 de oameni.
- 1906: După ce a dat semne de activitate timp de aproape un an, Muntele Vezuviu erupe. Erupția vulcanică, care a durat până pe 22 aprilie și a atins apogeul pe 8 aprilie, este cea mai severă din 1631 și a ucis peste 100 de oameni.
- 1920: A fost realizat primul film românesc de desen animat „Păcală în Lună”.
- 1939: Faisal al II-lea devine rege al Irakului.
- 1944: Bombardament masiv al aviației anglo-americane asupra Bucureștiului, soldat cu mari distrugeri materiale și mii de morți.
- 1945: Al Doilea Război Mondial: Teritoriul Ungariei a fost complet eliberat de sub ocupația fascistă, de către trupele române și sovietice.
- 1949: Douăsprezece națiuni: Statele Unite, Marea Britanie, Franța, Belgia, Olanda, Danemarca, Italia, Luxemburg, Norvegia, Islanda, Canada și Portugalia, semnează Tratatul Nord Atlantic, creând NATO.
- 1958: Simbolul păcii este afișat în public pentru prima dată la Londra.

1958: Simbolul păcii este afișat în public pentru prima dată la Londra.

- 1968: Martin Luther King Jr. este asasinat de James Earl Ray la un motel din Memphis, Tennessee.
- 1968: Programul Apollo: NASA lansează Apollo 6, ultimul zbor fără echipaj din Programul Apollo, pentru a testa configurația unui zbor cu echipaj către Lună.
- 1979: Președintele Zulfikar Ali Bhutto al Pakistanului este executat.
- 1983: Prima misiune orbitală a navetei spațiale „Challanger” (STS-6).
- 1996: Ultimul concert al trupei britanice Take That înainte de a se despărți.
- 1997: A fost fondată echipa de fotbal Sheriff Tiraspol.
- 2003: A fost inaugurat Muzeul Național al Hărților și Cărții Vechi din București.
- 2009: Franța redevine membru al NATO.
- 2023: Finlanda devine al 31-lea membru al NATO, dublând granița alianței cu Rusia..[2]

## Nașteri
- 0186: Caracalla, împărat roman (211-217) (d. 217)
- 1785: Bettina von Arnim, scriitoare germană (d. 1859)
- 1809: Louis-Anselme Longa, pictor francez (d. 1869)
- 1819: Maria a II-a, regină a Portugaliei (d. 1853)
- 1835: John Hughlings Jackson, neurolog englez (d. 1911)
- 1846: Contele de Lautréamont, scriitor francez (d. 1870)
- 1858: Remy de Gourmont, poet francez (d. 1915)

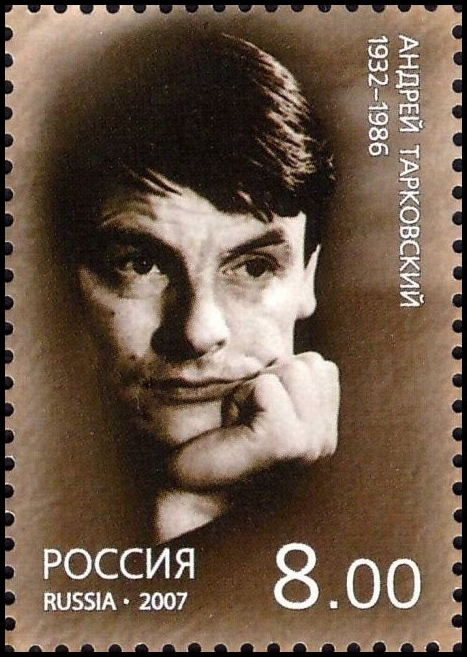
Andrei Tarkovsky, regizor rus
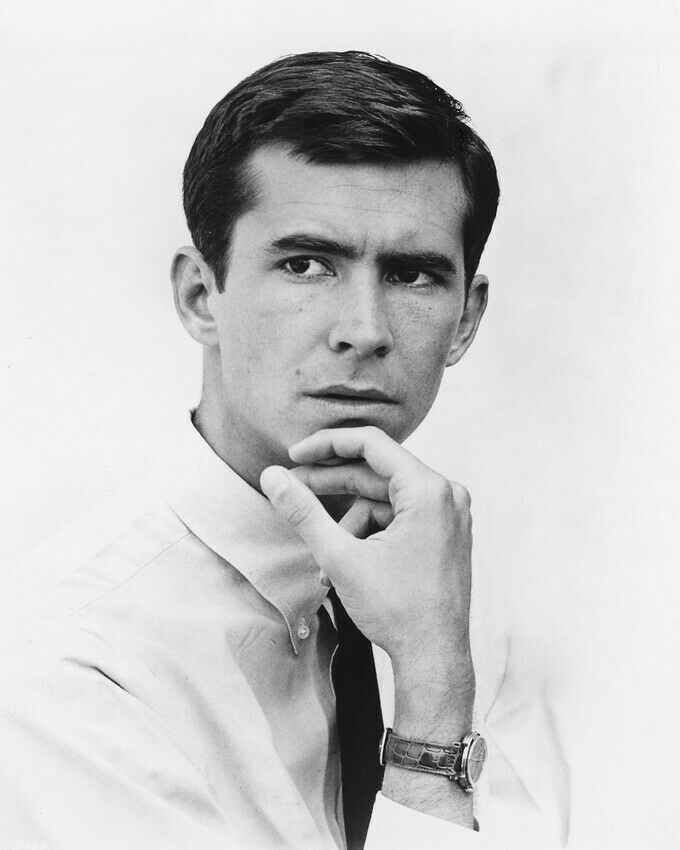
Anthony Perkins, actor american
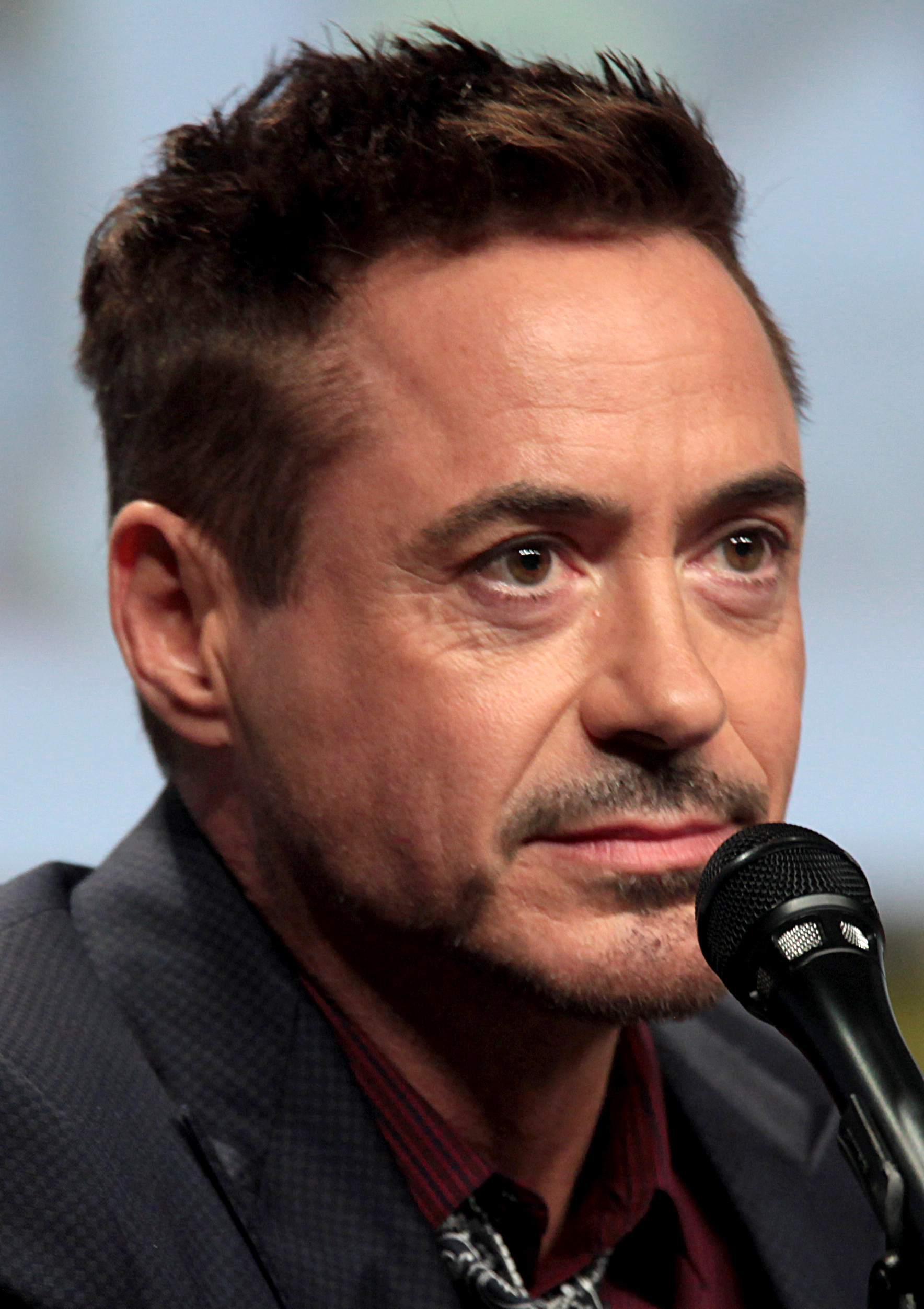
Robert Downey, Jr., actor american

- 1876: Maurice de Vlaminck, pictor francez (d. 1958)
- 1882: Kurt von Schleicher, general și cancelar al Germaniei (d. 1934)
- 1914: Marguerite Duras, scriitoare franceză (d. 1996)
- 1928: Maya Angelou, poetă, activistă pentru drepturile civile (d. 2014)
- 1932: Andrei Tarkovsky, regizor rus de film (d. 1986)
- 1932: Anthony Perkins, actor american de teatru și film (d. 1992)
- 1933: Ștefan Tapalagă, actor român de teatru și film (d. 1994)
- 1938: Aristide Buhoiu, realizator TV, scriitor român (d. 2006)
- 1941: Viorel Savin, dramaturg și critic literar român
- 1955: Valentin Popescu, actor român
- 1965: Robert Downey, Jr., actor american
- 1968: Radu-Cătălin Drăguș, politician român
- 1971: Jean-Baptiste Andrea, regizor, scenarist și scriitor francez
- 1979: Natasha Lyonne, actriță americană
- 1979: Heath Ledger, actor australian (d. 2008)
- 1987: Sami Khedira, fotbalist german
- 1987: Sarah Gadon, actriță canadiană

## Decese
- 1284: Alfonso al X-lea al Castiliei (n. 1221)
- 1292: Papa Nicolae al IV-lea (n. 1227)
- 1588: Frederick al II-lea al Danemarcei (n. 1534)
- 1617: John Napier, matematician scoțian (n. 1550)
- 1689: Arhiducesa Maria Anna Josepha de Austria (n. 1654)
- 1697: Andrea Carlone, pictor italian (n. 1626)
- 1774: Oliver Goldsmith, scriitor englez (n. 1728)
- 1817: André Masséna, general și mareșal francez (d. 1758)
- 1825: Karl Ludwig, Prinț de Hohenlohe-Langenburg (n. 1762)
- 1841: William Henry Harrison, al 9-lea președinte al Statelor Unite (n. 1773)
- 1870: Heinrich Magnus, chimist și fizician german (n. 1802)
- 1919: William Crookes, chimist și fizician englez (n. 1832)

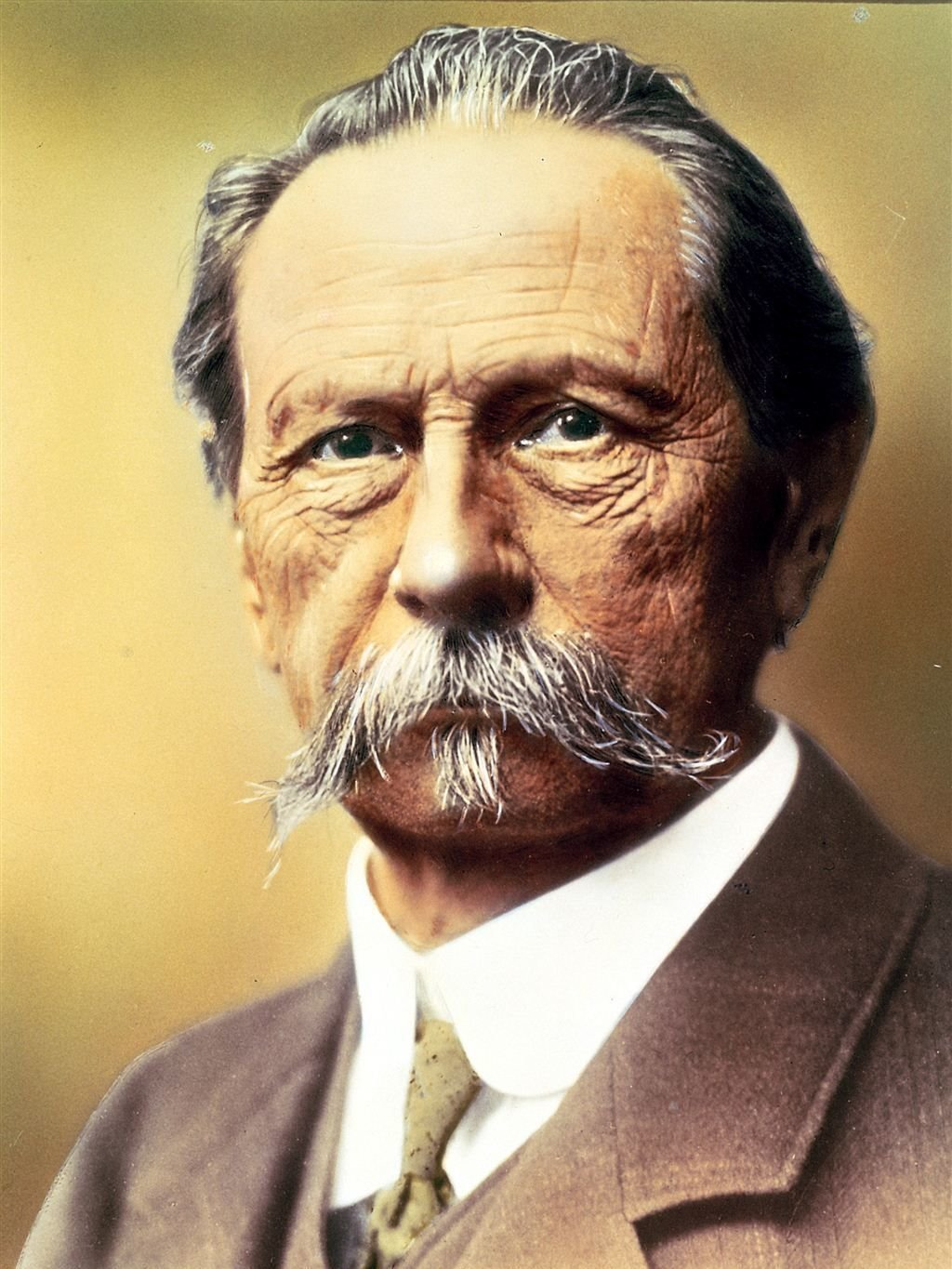
Carl Benz, inginer german
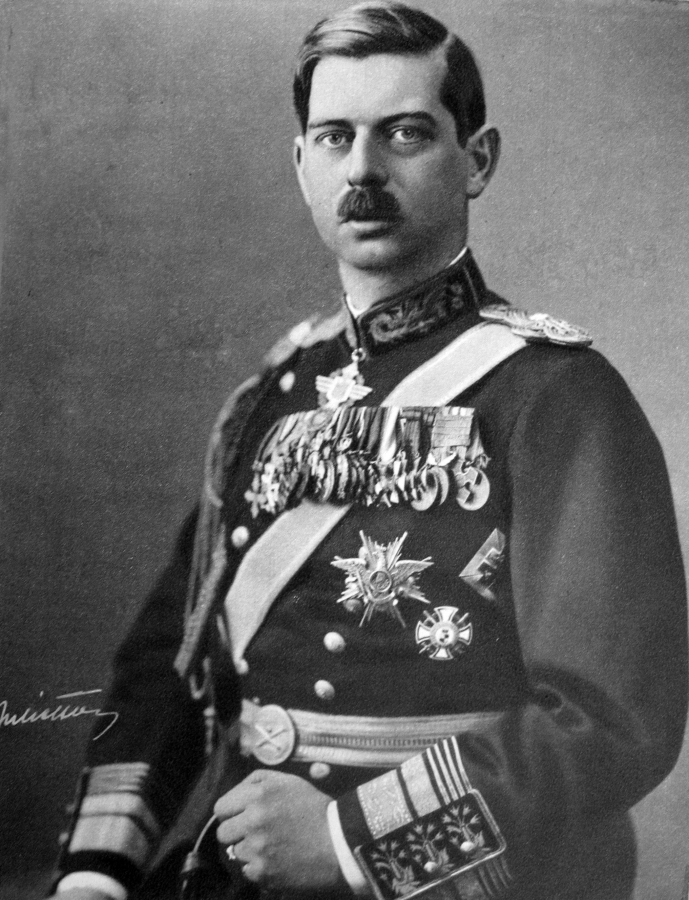
Carol al II-lea al României
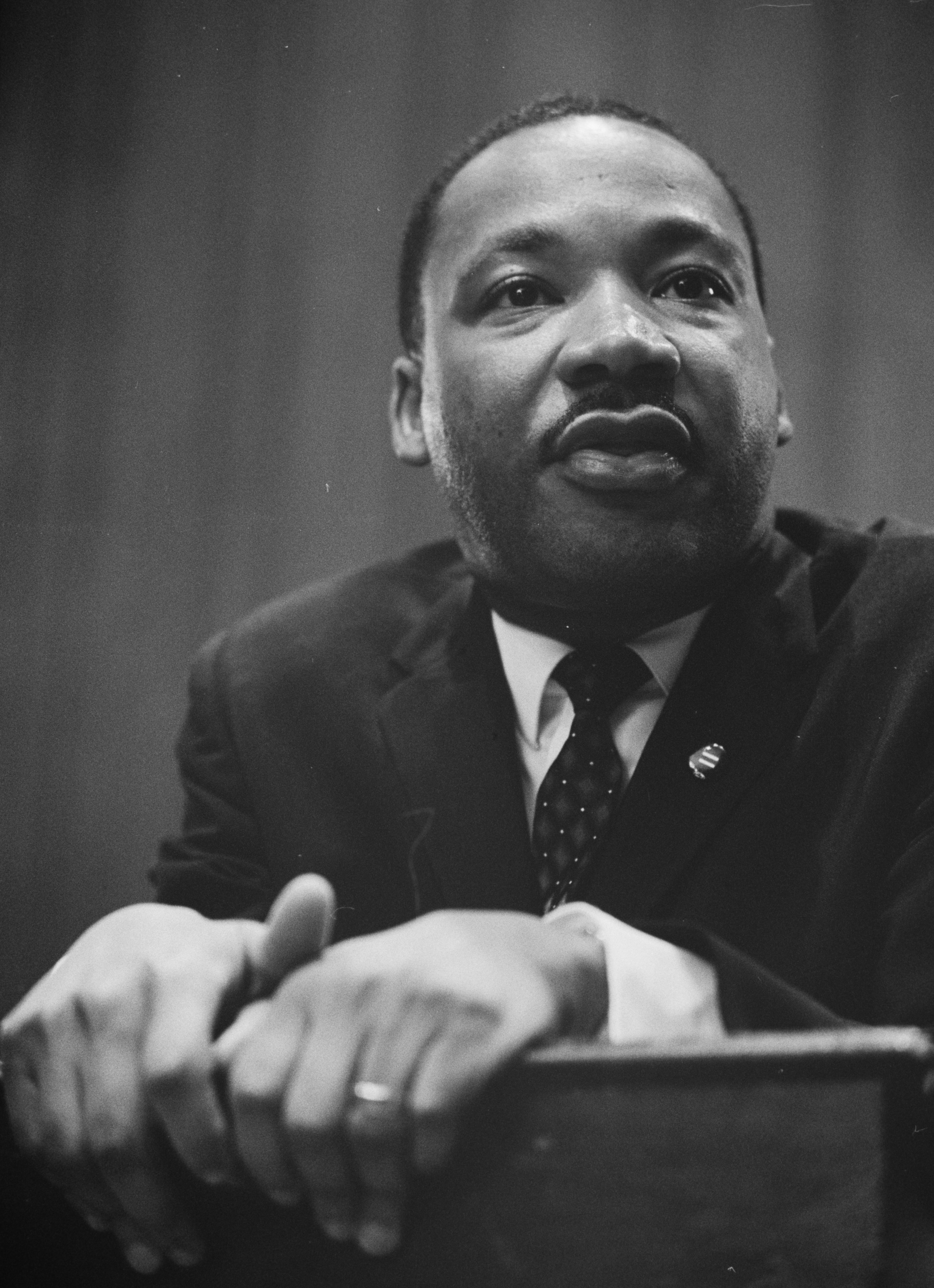
Martin Luther King Jr., militant pentru drepturile negrilor

- 1923: John Venn, matematician britanic (n. 1834)
- 1929: Carl Benz, inginer german (n. 1844)
- 1930: Victoria de Baden, soția regelui Gustaf al V-lea al Suediei (n. 1862)
- 1932: Wilhelm Ostwald, chimist german, laureat Nobel (n. 1853)
- 1932: Ottokar Czernin, ministru de externe al Austro-Ungariei (n. 1872)
- 1942: Gheorghe Adamescu, istoric literar român, membru al Academiei Române (n. 1869)
- 1953: Carol al II-lea, al treilea rege al României (1930-1940), (n. 1893)
- 1961: Simion Stoilov, matematician român, membru al Academiei Române (n. 1887)
- 1968: Martin Luther King Jr., militant pentru drepturile negrilor (n. 1929)
- 1969: Joseph Schubert, episcop romano-catolic, administrator al Arhidiecezei de București, deținut politic (n. 1890)
- 1972: Gheorghe Atanasiu, fizician român (n. 1893)
- 1976: Harry Nyquist, inginer electrotehnist și fizician american de origine suedeză (n. 1889)
- 1983: Gloria Swanson, actriță americană (n. 1899)
- 1987: C.L. Moore, acriitoare americană (n. 1911)
- 1991: Max Frisch, romancier și dramaturg elvețian (n. 1911)
- 1992: Vintilă Horia, scriitor român (n. 1915)
- 2013: Roger Ebert, critic de film și scenarist american (n. 1942)
- 2017: Giovanni Sartori, politolog italian (n. 1924)

## Sărbători
- În calendarul romano-catolic: Isidor din Sevilla, episcop și învățător al Bisericii (ca. 560-636)
- În calendarul ortodox: Iosif Imnograful
- Ziua internațională pentru conștientizarea pericolului reprezentat de minele antipersonal și asistență în lupta împotriva acestora
- Ziua internațională a animalelor fără stăpân